# باوفا (فیلم ۱۹۹۶)
باوفا یا وفادار (به انگلیسی: Faithful) فیلمی محصول سال ۱۹۹۶ و به کارگردانی پل مازورسکی است. در این فیلم بازیگرانی همچون شر، چاز پالمینتری، رایان اونیل، آمبر اسمیت، استیون اسپینلا و جفری رایت ایفای نقش کرده‌اند.

## داستان
مگی و جک در بیستمین سالگرد ازدواجشان، «مگی» یک گردنبند الماس و یک قرارداد قتل دریافت می‌کند؛ هر دو از طرف شوهرش، «جک».
در حالی که قاتل اجاره‌ای به نام «تونی» از فاصلهٔ دور در ایالت کانتیکت منتظر اجازه برای انجام مأموریت است، به جای اجرای دستور، کم‌کم با مگی رابطهٔ صمیمانه‌ای برقرار می‌کند. اما بعداً خود جک سررسیده و تمام ماجرا را پیچیده‌تر می‌کند.  